# Karşıyaka, Milas
Karşıyaka là một xã thuộc huyện Milas, tỉnh Muğla, Thổ Nhĩ Kỳ. Dân số thời điểm năm 2011 là 237 người.